# Làm rể Mười Xuân
Làm rể Mười Xuân là một bộ phim truyền hình được thực hiện bởi Điền Quân Media & Entertainment do Võ Đình Nhật Tân làm đạo diễn. Phim với thời lượng phát sóng là 70-75 phút/tập được phát sóng vào lúc 20h35  từ thứ 4, 6 hàng tuần bắt đầu từ ngày 22 tháng 1 năm 2020 và kết thúc vào ngày 20 tháng 3 năm 2020 trên kênh HTV7.

## Nội dung
Làm rể Mười Xuân xoay quanh câu chuyện tình yêu của cặp đôi Phương Đông (Lê Minh Thành) và Thanh Đào (Tường Vi). Một tai nạn bất ngờ ập xuống đã khiến Đông bị mất trí nhớ mà người gây ra chính là Đào. Vì để chuộc lỗi, cô quyết định đưa anh về nhà và chăm sóc đến khi anh hồi phục. Từ một đại gia giàu có, cuộc sống sang chảnh Đông phải về ở chung nhà với gia đình nhiều thế hệ của Đào và trở thành “chàng rể” bất đắc dĩ của ông Mười Xuân (NSND Thanh Nam).

## Diễn viên
- Thanh Nam trong vai Ông Mười Xuân
- Tường Vi trong vai Thanh Đào[4][5]
- Lê Minh Thành trong vai Phương Đông
- Lê Nam trong vai Anh Sáng
- Tuyền Mập trong vai Thanh Mai
- Khánh Ngô trong vai Quốc Thịnh
- Bảo Khương trong vai Ông Bảy
- Ngọc Tưởng trong vai Khang
- Thanh Ngọc trong vai Dì Út
- Huỳnh Nhu trong vai Thanh Nghiệp
- Dương Gia Mỹ trong vai Kimmese
- Thanh Trần trong vai Thanh Trúc
- Micheal Kiệt trong vai Ông Thành

Cùng một số diễn viên khác....

## Ca khúc trong phim
Bài hát trong phim là ca khúc "Làm rể Mười Xuân" do Lê Hữu Nhân sáng tác và Trương Trần Anh Duy thể hiện.

## Giải thưởng
| Năm  | Giải thưởng   | Hạng mục                                      | (Người) đề cử    | Kết quả   | Tham khảo   |
| ---- | ------------- | --------------------------------------------- | ---------------- | --------- | ----------- |
| 2020 | Ngôi Sao Xanh | Phim truyền hình được yêu thích nhất          | —                | Đoạt giải | [ 6 ] [ 7 ] |
| 2020 | Ngôi Sao Xanh | Nam diễn viên truyền hình được yêu thích nhất | Lê Minh Thành    | Đoạt giải | [ 6 ] [ 7 ] |
| 2020 | Ngôi Sao Xanh | Nữ diễn viên truyền hình được yêu thích nhất  | Tường Vi         | Đoạt giải | [ 6 ] [ 7 ] |
| 2020 | Ngôi Sao Xanh | Đạo diễn phim truyền hình xuất sắc nhất       | Võ Đình Nhật Tân | Đề cử     | [ 8 ]       |
| 2020 | Ngôi Sao Xanh | Nam diễn viên truyền hình xuất sắc nhất       | Thanh Nam        | Đề cử     | [ 8 ]       |
| 2020 | Ngôi Sao Xanh | Gương mặt truyền hình triển vọng              | Khánh Ngô        | Đề cử     | [ 8 ]       |